# 高槻新士
高槻 新士（たかつき しんし、1959年 - ）は、酒と食のジャーナリスト。

## 略歴
香川県高松市に生まれ育つ。
関西大学経済学部卒業後、同大学に勤務し広報担当。30歳代に広告業界へ転身し、コピーライター、クリエイティブディレクター、マーケティングプランナーを経験。1995年の阪神・淡路大震災の折に、灘の蔵元復活にディレクターとして活動し、日本酒の伝統文化に強く共鳴。のちフリーランスとなり、日本酒や清酒のジャーナリスト、プロデューサーとして全国の酒造メーカーを取材した。
2001年、筑摩書房が主催する太宰治賞で、投稿作品「銀人」が受賞候補に選考された。